# Airbus A400M Atlas

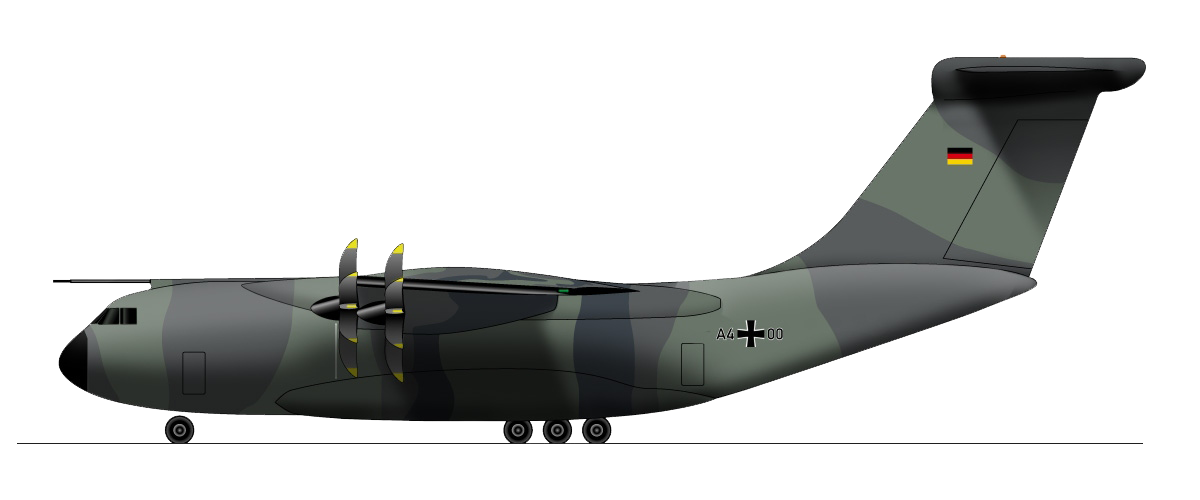
Un desen cu Airbus A400M

Airbus A400M este un avion cvadrimotor cu elice, cu misiunea de transportor militar și avion-cisternă, proiectat de Airbus Military care e prevăzut să înlocuiască avioane de transport învechite ale forțelor aeriene a mai multor țări, printre care C-160 Transall operate de Franța și Germania. Construirea primului prototip s-a început în 2007. Rollout-ul primului aparat a avut loc pe 26 iunie 2008 la Sevilla , unde avionul este asamblat din părți produse în diferite țări. Primul zbor a fost amânat de mai multe ori din cauza unor probleme tehnice a avut loc în toamna lui 2009.

## Comenzi

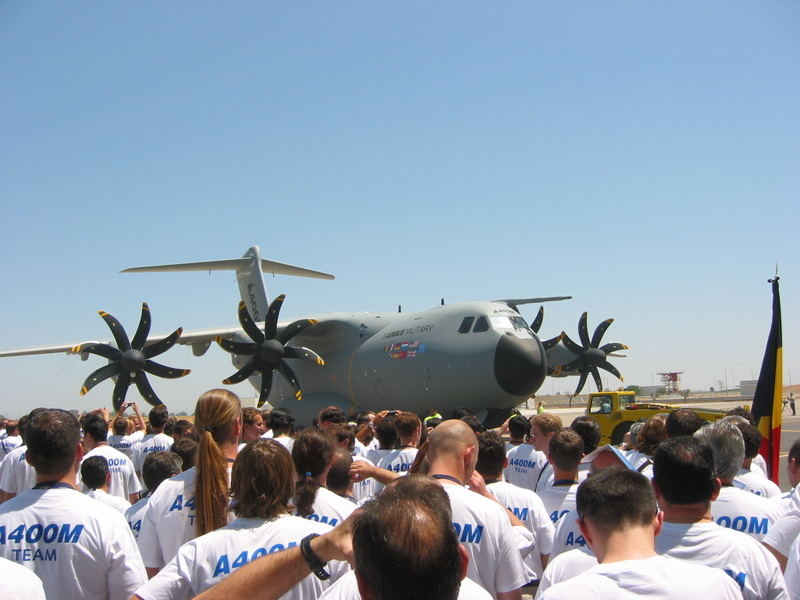
Rollout al primului prototip A-400M la Sevilla

Prima livrare a fost prevăzută Franței în aprilie 2010, iar ultimele avioane pentru Belgia și Spania, în 2021. Între timp (februarie 2009) prima livrare s-a amânat, probabil până în 2013, din cauza problemelor tehnice neașteptate care au apărut cu motoarele și excesul de greutate. 

## Avioane similare
- Lockheed Martin C-130J Super Hercules